# Энергия Уиллмора

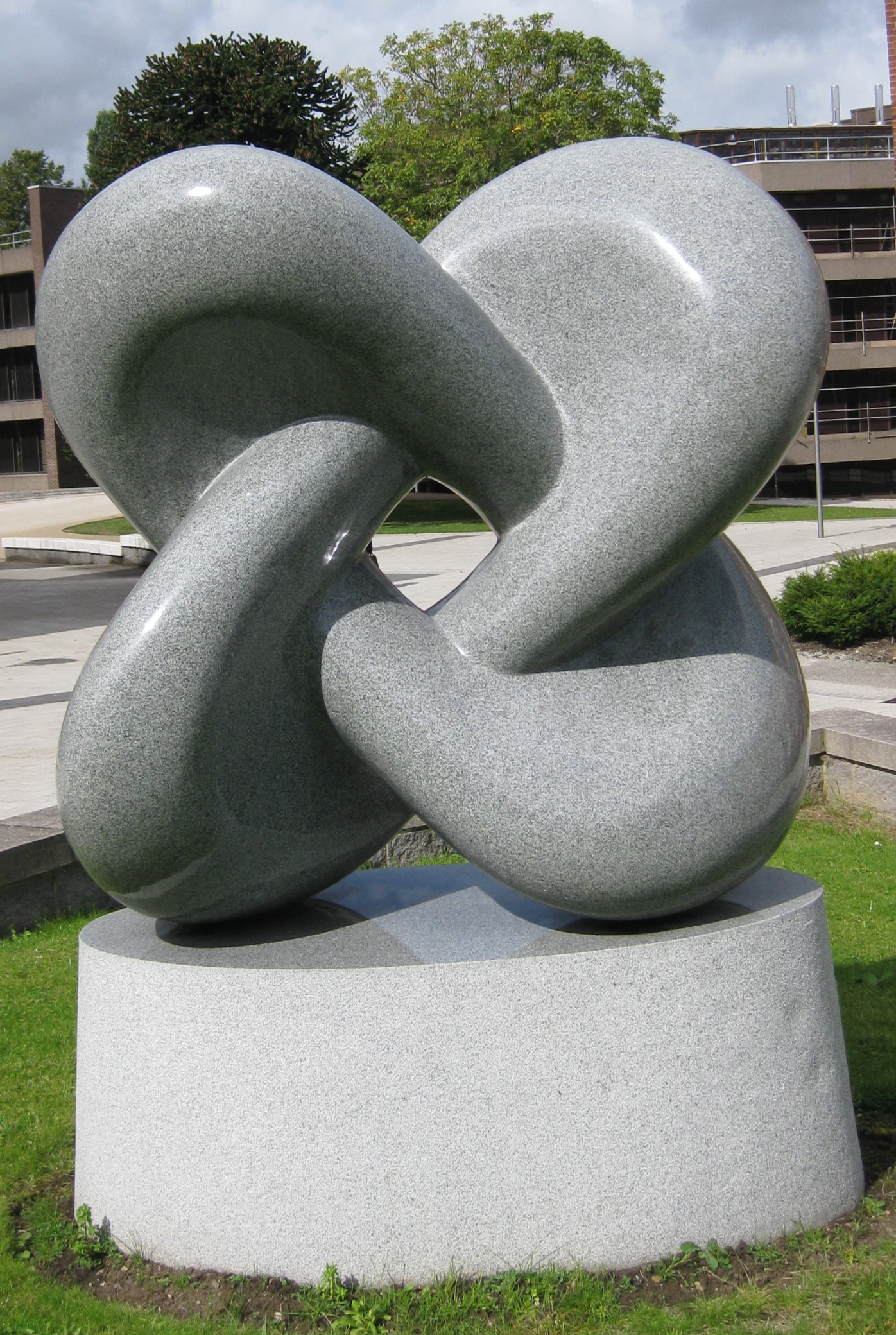
«Поверхность Уиллмора», скульптура в Даремском университете в память Томасу Уиллмору

Энергия Уиллмора является численной мерой, отражающей отклонение заданной поверхности от круглой сферы.  Математически энергия Уиллмора гладкой замкнутой поверхности, вложенной в трёхмерное евклидово пространство, определяется как интеграл от квадрата средней кривизны
минус гауссова кривизна. Термин назван именем английского геометра Томаса Уиллмора.

## Определение
В символическом выражении энергия Уиллмора поверхности S равна
{\displaystyle {\mathcal {W}}=\int _{S}H^{2}\,dA-\int _{S}K\,dA},
где {\displaystyle H} является средней кривизной, {\displaystyle K} является гауссовой кривизной, а dA является площадью поверхности S.  Для замкнутой поверхности, по формуле Гаусса — Бонне, интеграл гауссовой кривизны может быть вычислен в терминах эйлеровой характеристики {\displaystyle \chi (S)} поверхности
{\displaystyle \int _{S}K\,dA=2\pi \chi (S),}
который является топологическим инвариантом, а потому не зависит от конкретного вложения в {\displaystyle \mathbb {R} ^{3}}.  Тогда энергия Уиллмора может выражена как 
{\displaystyle {\mathcal {W}}=\int _{S}H^{2}\,dA-2\pi \chi (S)}
Альтернативной, но эквивалентной формулой является
{\displaystyle {\mathcal {W}}={1 \over 4}\int _{S}(k_{1}-k_{2})^{2}\,dA}
где {\displaystyle k_{1}} и {\displaystyle k_{2}} являются главными кривизнами поверхности.

### Свойства
Энергия Уиллмора всегда больше или равна нулю.  Круглая сфера имеет нулевую энергию Уиллмора.
Энергию Уиллмора можно рассматривать как функционал на пространстве вложений в заданное пространство в смысле вариационного исчисления и можно менять вложение поверхности, оставляя её топологически неизменной.

## Критические точки
Основной проблемой в вариационном исчислении является поиск критических точек и минимум функционала.
Для заданного топологического пространства это эквивалентно нахождению критических точек функции
{\displaystyle \int _{S}H^{2}\,dA}
поскольку эйлерова характеристика постоянна.
Можно найти минимум (локальный) для энергии Уиллмора с помощью градиентного спуска, который в этом контексте называется потоком Уиллмора.
Для сферы, вложенной в 3-мерное пространство, критические точки классифицировал Брайант — они все являются конформными преобразованиями минимальных поверхностей, круглая сфера является минимумом, а все другие критические значения являются целыми числами, большими или равными 4{\displaystyle \pi }. Они называются поверхностями Уиллмора.

## Поток Уиллмора
Поток Уиллмора является геометрическим потоком, соответствующий энергии Уиллмора.
Она является {\displaystyle L^{2}}-градиентным потоком.
{\displaystyle e[{\mathcal {M}}]={\frac {1}{2}}\int _{\mathcal {M}}H^{2}\,\mathrm {d} A}
где H означает среднюю кривизну многообразия {\displaystyle {\mathcal {M}}}.
Линии потока удовлетворяют дифференциальному уравнению:
{\displaystyle \partial _{t}x(t)=-\nabla {\mathcal {W}}[x(t)]\,}
где {\displaystyle x} лежит на поверхности.
Этот поток приводит к эволюционной задаче в дифференциальной геометрии — поверхность {\displaystyle {\mathcal {M}}} эволюционирует во времени, следуя наиболее крутому уменьшению энергии. Подобно поверхностной диффузии поток является потоком четвёртого порядка, поскольку вариация энергии содержит четвёртую производную.

## Приложения
- Клеточные мембраны стремятся к положению с минимальной энергией Уиллмора[2].
- Энергия Уиллмора используется для построения класса оптимальных выворачиваний сфер, минимаксных выворачиваний.